# Liftvan
Liftvan, kurz Lift, Seekiste, aus dem Englischen auch Crate bezeichnen hölzerne Transportkisten für den Schiffsverkehr nach Übersee. Das „Handbuch für die jüdische Auswanderung“ (Deutschland, 1938) nannte folgende Maße: Ein Lift maß 2,20 Meter Breite × 2,28 m Höhe × 2 m Länge. Auch Längen von 3 oder 4 m waren möglich.
Heute basiert ein sogenannter Überseeliftvan aus einer Holzpalette, rundum und oben beplankt mit Platten aus Sperrholz oder OSB. Typisch sind Größen mit 5,8 und 11,6 Kubikmeter Außenvolumen; die Innenmaße des kleineren Liftvans (Typ 1, 205 cu ft (Fuß (Einheit))) werden mit B 1090 × L 2190 × H 2030 mm angegeben. Der Schiffstransport dieser Seekisten erfolgt als Sammelfracht in Containern.

## Umzugsgut jüdischer Flüchtlinge
Ab 1933 wurde Juden in die Emigration aus dem Deutschen Reich gedrängt. Dabei wurden ihnen immer mehr Abgaben abverlangt: Reichsfluchtsteuer, Dego-Abgabe und Judenvermögensabgabe. Für das Umzugsgut waren ab Mitte 1938 detaillierte Packlisten der Devisenstelle zur Genehmigung vorzulegen; zuvor hatte ein Gerichtsvollzieher den Wert zu schätzen. Das Packen geschah unter Aufsicht, danach wurde der Liftvan versiegelt. Das in Lifts verstaute Umzugsgut wurde von Speditionen in den Hafen verbracht und lagerte dort bis zur Verschiffung.
Nach Beginn des Zweiten Weltkriegs wurde das Umzugsgut der zur Auswanderung genötigten Juden nicht mehr verschifft, bereits ausgelaufene Schiffe wurden zurückbeordert. 1939 standen in Bremen noch rund 1000 Lifts zum Abtransport bereit. Etwa 3000 Lifts waren im Hamburger Südwesthafen gelagert. In den Häfen von Hamburg und Bremen nannte man diese stabilen Möbeltransportkisten auch „Judenkisten“. 1940 wurden diese Lifts beschlagnahmt.  Die Privatgegenstände der Emigranten wurden im Auftrag der Oberfinanzdirektion öffentlich meistbietend versteigert. Käufer waren nicht nur Privatpersonen, sondern auch Händler, Museen und Bibliotheken.
Beim Deutschen Schifffahrtsmuseum ist ein Forschungsprojekt zum Verbleib des beschlagnahmten jüdischen Umzugsguts angesiedelt. Hierzu wurde 2023 die LostLift Datenbank veröffentlicht.